# Визица (дем Южен Пелион)
 Тази статия е за селото в Гърция.  За селото в България вижте Визица.  
Визица (на гръцки: Βυζίτσα) е планинско село на Пилио, намиращо се на 30 км от Волос, Гърсело.Обявено е за традиционно село.
До Визица се стига и с теснолинейката на Пелион. Според едно изследване въпреки етимологията селото е ново и възниква около 1650 г. от преселници епирци, москополци, арванити, българи и власи. Традиционните сгради в селото принадлежат към характерната за района Пелионска архитектура.